# Jokūbas Šernas
Jokūbas Šernas  pronunciació (?·pàg.) (1888-1926) va ser un advocat lituà, periodista, professor i banquer, i un dels vint signants de la Declaració d'Independència de Lituània.
Nascut a Biržai, va estudiar Dret a la Universitat Estatal de Sant Petersburg, on es va graduar el 1914. Després del seu retorn a Lituània, va treballar a Vílnius per a diverses causes polítiques centrades al voltant de la independència, i va ensenyar al gymnasium de Vílnius, a més d'ocupar-se de l'edició del Lietuvos žinios (Notícies de Lituània). Va ajudar a organitzar la Conferència de Vílnius, i va ser elegit membre del Consell de Lituània, a més de signatari de l'Acta de 1918.
Després de la independència Šernas serví en les organitzacions que treballaven per establir institucions democràtiques en el nou Estat, com el Ministeri de l'Interior. Va fundar i va editar la revista Savivaldybės (autogovern), i va ser nomenat director del Banc del Comerç i la Indústria.
Va ser el pare de l'actor Jacques Sernas, però va morir al Kaunas el 1926, només un any després que el seu fill nasqués el 1925. Està enterrat al cementiri de Nemunėlio Radviliškis